# (32696) 1055 T-2
1055 T-2 (asteroide 32696) é um asteroide da cintura principal. Possui uma excentricidade de 0.10807470 e uma inclinação de 2.37951º.
Este asteroide foi descoberto no dia 29 de setembro de 1973 por Cornelis Johannes van Houten e Ingrid van Houten-Groeneveld e Tom Gehrels em Palomar.